# Канютино (деревня)
Канютино — деревня в Холм-Жирковском районе Смоленской области России. Входит в состав Канютинского сельского поселения. Население — 11 жителей (2007 год). 
Расположена в северной части области в 13 км к западу от Холм-Жирковского, в 41 км севернее автодороги М1 «Беларусь», на берегу реки Канютинка. В 2 км севернее деревни расположена железнодорожная станция Канютино на линии Дурово — Владимирский Тупик.

## История
В годы Великой Отечественной войны деревня была оккупирована гитлеровскими войсками в октябре 1941 года, освобождена в марте 1943 года.